# قوقعيات الأدمة

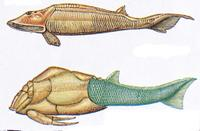

قوقعيات الأدمة أو صدفيات الأدمة (الاسم العلمي:Ostracodermi) هي أي من مجموعات الأسماك العديدة المنقرضة البدائية، التي لا يوجد بها فك، وهي أسماك مُغطاة بدرع من الصفائح العظمية. وقد تم العثور على حفرياتها في العصر الأردوفيشي والديفوني وذلك في طبقات في أمريكا الشمالية وأوروبا. وكانت هذه الأسماك في الغالب أقل من 30&nbsp؛ سم (1&nbsp؛ قدم) طولاً وربما كانت حيوانات بطيئة تعيش في القاع.
ومن التطورات الأخرى لأسماك قوقعيات الأدمة استخدامها للخياشيم لا للتغذية، لكن على وجه الحصر للتنفس. فيما مضى، كانت الحبليات ذات الخياشيم تستخدم هذه الخياشيم لكلٍ من التنفس والتغذية. ولأسماك قوقعيات الأدمة أكياس خيشومية بلعومية منفصلة على طول جانب الرأس، والتي كانت مفتوحة بشكل دائم مع عدم وجود طبقة وقائية. وعلى عكس اللافقاريات التي تستخدم حركة حركة هدبية لنقل الغذاء، فقد كانت الأسماك المدرعة صدفية الجلد تستخدم بلعومها العضلي لتكوين الماصة التي تقوم بسحب الفريسة الصغيرة التي تتحرك ببطء إلى أفواهها.
كانت أسماك قوقعيات الأدمة هي أول أسماك حفرية يتم اكتشافها. حيث تلقى عالم التشريح السويسريلويس أغاسي بعض حفريات أسماك قوقعيات الأدمة من اسكتلندا في ثلاثينيات القرن التاسع عشر. واستغرق وقتًا طويلاً في تصنيف تلك الحفريات لأنها لا تشبه أي مخلوق حي. كما قام في البداية بمقارنة حفريات الأسماك المدرعة العظمية بالأسماك المدرعة الموجودة في وقته مثل القرموط وسمك الحفش ولكنه أدرك لاحقًا أن تلك الحفريات لم يكن لديها فك متحرك، وفي عام 1844، صنفهم إلى مجموعة جديدة وهي «قوقعيات الأدمة».
توجد أسماك قوقعيات الأدمة في مجموعتين رئيسيتين، المجموعة الأكثر بدائية هيتيروستراكانز (heterostracans) وسيفالاسبيدز (cephalaspids). كانت أسماك السيفالاسبيدز أكثر تطورًا من أسماك الهيتيروستراكانز من حيث امتلاكها مثبتتات جانبية من أجل السيطرة بشكل أكبرعلى حركتها في السباحة.
وبعد ظهور الأسماك الفكية (الفقاريات المائية، الأسماك العظمية الفكية، أسماك القرش، إلخ) منذ حوالي 240 مليون سنة مضت، خضعت معظم فصائل الأسماك اللافكية للانحدار وانقرضت آخر الأسماك اللافكية في نهاية العصر الديفوني. ومع ذلك، تشير معظم الأبحاث الحديثة إلى أن الأسماك الفكية ليس لها صلة بانقراض الأسماك اللافكية كما كان من المفترض سابقًا.
وتم وضع أصنوفة قوقعيات الأدمة في تقسيم اللافكيات جنبًا إلى جنب مع الأصنوفة الموجودة مستديرات الفم، والتي تتضمن الجلكانيات والأسماك المخاطية. لا يظهر المصطلح في التصنيفات اليوم لأنه يكون شبه عرق أو متعددة العرق. ومع ذلك، لا يزال المصطلح «الأسماك الفكية» يُستخدم كمصطلح غير رسمي لالمدرَّعة الأسماك اللافكية التي تعود إلى حقبة أولية.

## المجموعات الرئيسية
تندرج بعض المجموعات الرئيسية للأسماك اللافكية كما يلي.
- †طبقة الأسماك اللافكية الأولية المنقرضة (Pteraspida)
- †مجموعة الأسماك اللافكية المنقرضة الصغيرة (Pteraspida)
- †مجموعة الفقاريات اللافكية البدائية (Anaspida)
- †أصناف الأسماك البحرية وأسماك المياه العذبة اللافكية المنقرضة (Galeaspida)
- †مجموعة صغيرة من الأسماك اللافكية المدرعة المنقرضة (Pituriaspida)
- †مجموعة الأسماك اللافكية عظمية الدرع (Osteostraci)